# 臺南縣麻豆鎮總爺國民小學
臺南縣麻豆鎮總爺國民小學，簡稱總爺國小，是台灣臺南縣麻豆鎮曾經存在過的一所國民小學。於民國97年（2008年）因為台南縣政府要擴建南瀛總爺藝文中心的範圍，總爺國小遭裁撤，併入臺南縣麻豆鎮文正國民小學。

## 校史
台灣日治時期，總爺國小原是明治製糖總爺工場的信仰中心總爺社。1947年3月16日，由前台灣糖業公司第三區分公司組織董事會籌備立案，創設初小四年級，定校名為「台糖第十小學」。1948年2月，台糖第十小學增設五年級一班，並奉令改名為「台南縣私立台糖第三小學」。
1949年4月，遵照台灣省政府教育廳令《調整私立小學辦法》，台糖第三小學易名為「台南縣麻豆鎮總爺代用國校」，設立一至六年級，成為完全小學。
1960年10月，總爺代用國校新校舍落成。
1968年8月1日，台糖將各廠附設小學移交地方政府接辦，總爺代用國校改名為「台南縣麻豆鎮總爺國民小學」。
2008年3月至4月，總爺國小六十週年校慶，同時也是最後的校慶。
2008年5月，台南縣第15屆縣長蘇煥智提出將總爺國小與文正國小合併。同月，「總爺國小反併校行動聯盟」成立。總爺校友發起了「反併校連署」與「給縣長的陳情書」的救總爺運動。
2008年7月15日，總爺學生代表鄭雅心勝訴。各界開始發起「小學生告贏大縣長」的話題。
2008年8月1日，總爺國小與文正國小合併，結束了六十年的歲月。
2008年8月5日，監察委員錢林慧君申請自動調查總爺國小廢校案。
2008年8月13日，總爺國小的師長與學生（反併校行動聯盟）上街遊行、堅決反對併入文正國小，錢林慧君前往總爺國小了解情況。

## 歷任校長
- 第一任：陳端儀 西南聯大教育系畢業
- 第二任：陶仲英  河南中山大學教育系畢業
- 第三任：胡坤
- 第四任：郭鐘统
- 第五任：黃金水
- 第六任：陳勝吉
- 第七任：蘇恭鴻
- 末任：謝耀宗

## 現況
總爺國小併入文正國小，原總爺國小校地成為南瀛總爺藝文中心的一部分。

## 外部連結
- 搶救總爺國小反併校行動聯盟的部落
- 總爺國小反併校遊行 （页面存档备份，存于）